# کلیسای یغیشه مقدس، وارداشن
کلیسای یغیشه مقدس، وارداشن (ارمنی: Սուրբ Եղիշե եկեղեցի (Վարդաշեն)؛ انگلیسی: Vardashen St. Yeghishe Church) یک کلیسا متعلق به کلیسای حواری ارمنی واقع در شهر وارتاشن، شهرستان اوغوز جمهوری آذربایجان می‌باشد. ساخت و ساز این ساختمان در سده ۱۹ام میلادی؛ به پایان رسید. این بنا به سبک معماری ارمنی طراحی شده‌است.